# 奧波萊火車總站
奧波萊火車總站（波蘭語：Opole Główne）是波蘭奧波萊的一座鐵路車站，為該市及奧波萊省最大的鐵路車站。該站有列車連接奧波萊至波蘭主要城市，亦有部分國際列車駛往德國漢堡及柏林。奧波萊車站的第一代站房建於1853年，當時奧波萊屬德意志帝國，稱為Oppeln Hauptbahnhof，目前的站房則於1899年建成。